# Dompierre (Orne)
Dompierre és un municipi francès situat al departament de l'Orne i a la regió de Normandia. L'any 2007 tenia 335 habitants.

## Demografia

### Població
El 2007 la població de fet de Dompierre era de 335 persones. Hi havia 140 famílies de les quals 40 eren unipersonals (12 homes vivint sols i 28 dones vivint soles), 56 parelles sense fills i 44 parelles amb fills.
La població ha evolucionat segons el següent gràfic:
Habitants censats

### Habitatges
El 2007 hi havia 170 habitatges, 143 eren l'habitatge principal de la família, 16 eren segones residències i 10 estaven desocupats. 169 eren cases i 1 era un apartament. Dels 143 habitatges principals, 100 estaven ocupats pels seus propietaris, 38 estaven llogats i ocupats pels llogaters i 6 estaven cedits a títol gratuït; 1 tenia una cambra, 8 en tenien dues, 48 en tenien tres, 42 en tenien quatre i 45 en tenien cinc o més. 131 habitatges disposaven pel capbaix d'una plaça de pàrquing. A 83 habitatges hi havia un automòbil i a 52 n'hi havia dos o més.

### Piràmide de població
La piràmide de població per edats i sexe el 2009 era:
| Homes | Edats   | Dones |
| ----- | ------- | ----- |
| 0     | 95 o +  | 4     |
| 0     | 90 a 94 | 0     |
| 0     | 85 a 89 | 0     |
| 8     | 80 a 84 | 4     |
| 4     | 75 a 79 | 4     |
| 16    | 70 a 74 | 8     |
| 16    | 65 a 69 | 12    |
| 4     | 60 a 64 | 16    |
| 20    | 55 a 59 | 20    |
| 4     | 50 a 54 | 16    |
| 12    | 45 a 49 | 4     |
| 20    | 40 a 44 | 12    |
| 8     | 35 a 39 | 12    |
| 12    | 30 a 34 | 12    |
| 0     | 25 a 29 | 12    |
| 4     | 20 a 24 | 4     |
| 8     | 15 a 19 | 8     |
| 12    | 10 a 14 | 12    |
| 16    | 5 a 9   | 12    |
| 8     | 0 a 4   | 0     |

## Economia
El 2007 la població en edat de treballar era de 190 persones, 142 eren actives i 48 eren inactives. De les 142 persones actives 134 estaven ocupades (78 homes i 56 dones) i 8 estaven aturades (3 homes i 5 dones). De les 48 persones inactives 20 estaven jubilades, 12 estaven estudiant i 16 estaven classificades com a «altres inactius».

### Ingressos
El 2009 a Dompierre hi havia 150 unitats fiscals que integraven 367,5 persones, la mediana anual d'ingressos fiscals per persona era de 15.699 €.

### Activitats econòmiques
Dels 8 establiments que hi havia el 2007, 2 eren d'empreses de fabricació d'altres productes industrials, 3 d'empreses de construcció, 1 d'una empresa de comerç i reparació d'automòbils i 2 d'empreses d'hostatgeria i restauració.
Dels 4 establiments de servei als particulars que hi havia el 2009, 1 era un taller de reparació d'automòbils i de material agrícola, 1 fusteria, 1 lampisteria i 1 restaurant.
L'any 2000 a Dompierre hi havia 16 explotacions agrícoles que ocupaven un total de 432 hectàrees.

## Poblacions més properes
El següent diagrama mostra les poblacions més properes.